# 国際柔道連盟
国際柔道連盟（こくさいじゅうどうれんめい、英語: International Judo Federation、略称：IJF）は、柔道を統括する国際競技連盟である。国際オリンピック委員会に加盟している。1951年に創立。2024年現在の本部はハンガリーのブダペストにある。2024年現在、会長はルーマニア系オーストリア人のマリウス・ビゼール。

## 歴史
- 1948年7月 - ロンドンでヨーロッパ柔道連盟 (EJU) が再建される[5][6]。
- 1951年7月11日 - アルゼンチンのEJU加盟申請により、国際柔道連盟が結成[6]。
- 1951年12月 - 講道館館長の嘉納履正が世界柔道連盟結成をにらみ、フランスを訪れ、ヨーロッパ柔道選手権大会と柔道祭を視察[7]。書籍『柔道大事典』はこの大会を第1回大会としている[8]。
- 1952年までに書籍『柔道講座』によるとIOC承認国際競技連盟となる[9]。
- 1952年12月 - 全日本柔道連盟の加盟が承認される。
- 1960年8月[10]22日[11]または1961年6月[要出典] - ローマまたは某所でのIOC総会で柔道が1964年東京オリンピックでのオリンピック正式競技に決定。
- 1964年10月 - オリンピック東京大会で柔道実施。
- 2007年9月 - 理事選挙で山下泰裕が落選したものの、上村春樹がビゼールによって議決権を有しない指名理事に選ばれる。
- 2010年9月 - マラウイの加盟により国際柔道連盟加盟の国・地域が200に達する。
- 2012年4月 - コソボの加盟を認めた[12]。
- 2022年2月27日 - ロシアのウクライナ侵攻を受け、同国大統領ウラジーミル・プーチンの名誉会長職を停止[13]。
- 2022年3月6日 - プーチン及びロシアの事業家であるアルカディ・ローテンベルクをIJFの全ての役職から解任することに決めた[14][15]。

## 主催大会
- 世界柔道選手権大会
- 世界団体
- 世界ジュニア柔道選手権大会
- 世界カデ柔道選手権大会
- IJFワールド柔道ツアー（2009年から）
- 世界ベテランズ柔道選手権大会
- 世界柔道形選手権大会

## 主管大会
- 夏季オリンピックの柔道
- パラリンピックの柔道
- ユースオリンピックの柔道

## 本部等所在地
|             | 所在都市                           | 位置                                 |
| ----------- | ---------------------------------- | ------------------------------------ |
| IJF本部     | ハンガリー・ブダペスト             | 北緯47度29分54.8秒 東経19度2分55.5秒 |
| IJF会長室   | ハンガリー・ブダペスト             | 北緯47度29分54.8秒 東経19度2分55.5秒 |
| IJF事務総局 | フランス・パリ（フランス柔道連盟） | 北緯48度49分20.1秒 東経2度19分0.2秒  |

## 歴代会長
- 1951年 アルド・トルチ（ イタリア）
- 1952年 - 1965年 嘉納履正（ 日本）
- 1965年 - 1979年 チャールズ・パーマー（ イギリス）
- 1979年 - 1987年 松前重義（ 日本）
- 1987年 - 1989年 サルキス・カルゴリアン（ アルゼンチン）
- 1989年 - 1991年 ローリー・ハーグレイブ（ ニュージーランド）
- 1991年 - 1995年 ルイス・バゲナ（ スペイン）
- 1995年 - 2007年 パク・ヨンソン（朴容晟、 韓国）
- 2007年 - マリウス・ビゼール（ ルーマニア→ オーストリア）

## IJFの殿堂入りを果たした柔道家
| 柔道家                     | 国籍             | 主な実績等 |             |             |             |             |
| 2013年 21名                | 2013年 21名      | 2013年 21名 | 2013年 21名 | 2013年 21名 | 2013年 21名 | 2013年 21名 |
| -------------------------- | ---------------- | --- | ----------- | ----------- | ----------- | ----------- |
| 嘉納治五郎                 | 日本             | 柔道の創始者 |             |             |             |             |
| チャールズ・パーマー       | イギリス         | 第3代IJF会長 |             |             |             |             |
| ジョージ・カー             | イギリス         | IJF認定十段 |             |             |             |             |
| フランコ・カペレッティ     | イタリア         | EJU副会長 |             |             |             |             |
| パトリック・ヒッキー       | アイルランド     | EOC会長 |             |             |             |             |
| アントン・ヘーシンク       | オランダ         | 東京オリンピック無差別金メダリスト、世界選手権重量級及び無差別優勝                                                                            |             |             |             |             |
| ウィレム・ルスカ           | オランダ         | ミュンヘンオリンピック重量級及び無差別金メダリスト、世界選手権重量級で2度の優勝                                                               |             |             |             |             |
| ジャン＝リュック・ルージェ | フランス         | 1975年世界選手権軽重量級金メダリスト |             |             |             |             |
| ヘクター・ロドリゲス       | キューバ         | モントリオールオリンピック軽量級金メダリスト                                                                                                  |             |             |             |             |
| ウラジミール・ネフゾロフ   | ロシア           | モントリオールオリンピック軽中量級金メダリスト、1975年世界選手権軽中量級優勝                                                                  |             |             |             |             |
| ティエリー・レイ           | フランス         | モスクワオリンピック60 kg級金メダリスト、1979年世界選手権60 kg級優勝                                                                          |             |             |             |             |
| エツィオ・ガンバ           | イタリア         | モスクワオリンピック71 kg級金メダリスト |             |             |             |             |
| ニール・アダムス           | イギリス         | モスクワオリンピック71 kg級及びロサンゼルスオリンピック78 kg級銀メダリスト                                                                    |             |             |             |             |
| ロベルト・バンドワール     | ベルギー         | モスクワオリンピック95 kg級金メダリスト |             |             |             |             |
| ペーター・ザイゼンバッハー | オーストリア     | ロサンゼルスオリンピック及びソウルオリンピック86 kg級金メダリスト、1985年世界選手権86 kg級優勝                                                |             |             |             |             |
| モハメド・ラシュワン       | エジプト         | ロサンゼルスオリンピック無差別銀メダリスト |             |             |             |             |
| アウレリオ・ミゲル         | ブラジル         | ソウルオリンピック95 kg級金メダリスト |             |             |             |             |
| イングリッド・ベルグマンス | ベルギー         | ソウルオリンピック(公開競技)72 kg級金メダリスト 世界選手権無差別4連覇、72 kg級との2種目制覇を含めて5度の優勝                                  |             |             |             |             |
| ダビド・ドゥイエ           | フランス         | アトランタオリンピック95 kg超級及びシドニーオリンピック100 kg超級金メダリスト、世界選手権95 kg超級3連覇、無差別との2種目制覇を含めて4度の優勝 |             |             |             |             |
| 井上康生                   | 日本             | シドニーオリンピック100 kg級金メダリスト、世界選手権100 kg級3連覇                                                                             |             |             |             |             |
| 谷亮子                     | 日本             | シドニーオリンピック及びアテネオリンピック48 kg級金メダリスト、世界選手権48 kg級6連覇を含む7度の優勝                                          |             |             |             |             |
| 2015年 9名                 |                  | |             |             |             |             |
| ショータ・チョチョシビリ   | ジョージア       | ミュンヘンオリンピック軽重量級金メダリスト |             |             |             |             |
| 上村春樹                   | 日本             | モントリオールオリンピック無差別金メダリスト、1975年世界選手権無差別優勝                                                                      |             |             |             |             |
| 山下泰裕                   | 日本             | ロサンゼルスオリンピック無差別金メダリスト、世界選手権95 kg超級3連覇、無差別との2種目制覇を含めて4度の優勝                                    |             |             |             |             |
| カレン・ブリッグス         | イギリス         | 世界選手権48 kg級3連覇を含む4度の優勝 |             |             |             |             |
| 全己盈                     | 韓国             | アトランタオリンピック86 kg級金メダリスト、世界選手権78 kg級(86 kg級含む)3連覇                                                                |             |             |             |             |
| ドリュリス・ゴンサレス     | キューバ         | アトランタオリンピック56 kg級金メダリスト、世界選手権(56 kg級、57 kg級、63 kg級)で3度の優勝                                                   |             |             |             |             |
| ジェラ・バンデカバイエ     | ベルギー         | アトランタオリンピック61 kg級銀メダリスト、世界選手権(61 kg級、63 kg級)で2度の優勝                                                            |             |             |             |             |
| マリア・ペクリ             | オーストラリア   | シドニーオリンピック57 kg級銅メダリスト |             |             |             |             |
| ソラヤ・ハダド             | アルジェリア     | 北京オリンピック52 kg級銅メダリスト |             |             |             |             |
| 2018年 19名                |                  | |             |             |             |             |
| フェリーチェ・マリアーニ   | イタリア         | モントリオールオリンピック軽量級銅メダリスト                                                                                                  |             |             |             |             |
| ラスティ・カノコギ         | アメリカ合衆国   | 女子柔道指導者 |             |             |             |             |
| ジェーン・ブリッジ         | イギリス         | 1980年世界選手権48 kg級優勝 |             |             |             |             |
| 斉藤仁                     | 日本             | ロサンゼルスオリンピック及びソウルオリンピック95 kg超級金メダリスト、1983年世界選手権無差別優勝                                               |             |             |             |             |
| ロナルド・ベイティア       | キューバ         | キューバ女子ナショナルチーム監督 |             |             |             |             |
| ナジム・グセイノフ         | アゼルバイジャン | バルセロナオリンピック60 kg級金メダリスト |             |             |             |             |
| アンタル・コバチ           | ハンガリー       | バルセロナオリンピック95 kg級金メダリスト、1993年世界選手権95 kg級優勝                                                                        |             |             |             |             |
| ジミー・ペドロ             | アメリカ合衆国   | アトランタオリンピック71 kg級及びアテネオリンピック73 kg級銅メダリスト、1999年世界選手権73 kg級優勝                                           |             |             |             |             |
| ケー・スンヒ               | 北朝鮮           | アトランタオリンピック48 kg級金メダリスト、世界選手権57 kg級(52 kg級含む)4連覇                                                                |             |             |             |             |
| 曺敏仙                     | 韓国             | アトランタオリンピック66 kg級金メダリスト、世界選手権66 kg級2連覇                                                                             |             |             |             |             |
| マルク・ハイジンハ         | オランダ         | シドニーオリンピック90 kg級金メダリスト |             |             |             |             |
| ニコラス・ギル             | カナダ           | シドニーオリンピック100 kg級銀メダリスト |             |             |             |             |
| アニス・ルニフィ           | チュニジア       | 2001年世界選手権60 kg級優勝 |             |             |             |             |
| 谷本歩実                   | 日本             | アテネオリンピック及び北京オリンピック63 kg級金メダリスト                                                                                     |             |             |             |             |
| 冼東妹                     | 中国             | アテネオリンピック及び北京オリンピック52 kg級金メダリスト                                                                                     |             |             |             |             |
| イルハム・ザキエフ         | アゼルバイジャン | アテネパラリンピック及び北京パラリンピック100 kg超級金メダリスト                                                                              |             |             |             |             |
| エルヌル・ママドリ         | アゼルバイジャン | 北京オリンピック73 kg級金メダリスト |             |             |             |             |
| アマル・ベニクレフ         | アルジェリア     | 北京オリンピック90 kg級銀メダリスト |             |             |             |             |
| ヘシャム・メシバ           | エジプト         | 北京オリンピック90 kg級銅メダリスト |             |             |             |             |

## 加盟大陸競技団体
- アジア柔道連盟
- オセアニア柔道連盟
- パンアメリカン柔道連盟
- ヨーロッパ柔道連盟
- アフリカ柔道連盟

## 加盟国内競技連盟
- フランス柔道柔術剣道及び関連武道連盟
- 全日本柔道連盟

ほか
フランス、デンマーク、モナコ、オランダ、スイス、エチオピア、マリ共和国などは国際柔術連盟と国内競技連盟が同一団体で二重加盟している。（2019年10月現在）

## アンバサダー
- 寬仁親王妃信子 - 日本の皇族
- アルベール2世  - モナコ公国の公
- シュミット・パール - 第4代ハンガリー大統領、元ハンガリーオリンピック委員会会長
- イルハム・アリエフ - 第4代アゼルバイジャン大統領
- ハッザーア・ビン・ザーイド・アール・ナヒヤーン - ムハンマド・ビン・ザーイド・アール・ナヒヤーンUAE大統領の弟
- ワシリー・アニシモフ - 大富豪、元ロシア柔道連盟会長
- サンドル・チャーニ - OTPグループの会長兼CEO
- ダビド・ドゥイエ - フランスの柔道家、元スポーツ大臣
- アル・バーノ - イタリアの歌手、俳優
- アンドレア・ボチェッリ - イタリアのテノール歌手
- アントニオ・カストロ・ソト・デル・バレ - キューバ野球連盟副会長
- イオン・ティリアック - ルーマニアの実業家、ルーマニアテニス連盟会長
- イリ・ナスターゼ - ルーマニアの元プロテニス選手
- ロベルト・バンドワール - ベルギーの柔道家（９段）
- ジョアン・デルリ - ブラジルの柔道家、元リオグランデ・ド・スル州政府スポーツ長官
- ナディア・コマネチ - ルーマニアの元女子体操選手
- リオル・ラズ - イスラエル俳優

## 国際柔道デー
2011年よりIJFは柔道の創始者である嘉納治五郎の誕生日である10月28日を国際柔道デーと定めた。

## エピソード
国際柔道連盟がブラジリアン柔術を統合しようとしたが傘下に入ることを拒否され失敗したことを溝口紀子は2016年リオデジャネイロオリンピックの際、述べている。